# 絨毛革蓋菌
絨毛革蓋菌，屬多孔菌科一種，是木棲寄生的中小型菇類。